# Edward Robakiewicz
Edward Aleksander Robakiewicz (ur. 20 października 1888 w Płocku, zm. 1940 w Krzeszowicach) – pułkownik artylerii Wojska Polskiego.

## Życiorys
Urodził się 20 października 1888 roku w Płocku. W czasie I wojny światowej walczył w szeregach Armii Imperium Rosyjskiego. Po odzyskaniu przez Polskę niepodległości w 1918 wstąpił do Wojska Polskiego. Został zweryfikowany w stopniu majora artylerii. Pełnił funkcję dowódcy baterii 1 dywizjonu artylerii konnej, a po przeformowaniu został dowódcą 2 dywizjonu artylerii konnej. Uczestniczył w wojnie polsko-ukraińskiej 1918–1919. Mianowany dowódcą artylerii Grupy „Bug”, po czym w miejscowości Ożydów ponownie przejął dowodzenie baterią. Następnie, jako dowódca dywizjonu, brał udział w wojnie polsko-bolszewickiej, w tym w bitwie pod Cycowem 15–16 sierpnia 1920 roku.
3 maja 1922 roku został zweryfikowany w stopniu majora ze starszeństwem z dniem 1 czerwca 1919 roku i 18. lokatą w korpusie oficerów artylerii. 31 marca 1924 roku został awansowany na podpułkownika ze starszeństwem z dniem 1 lipca 1923 roku i 14. lokatą w korpusie oficerów artylerii. 12 marca 1929 roku otrzymał przeniesienie macierzyście do kadry oficerów artylerii z równoczesnym przeniesieniem służbowym na stanowisko rejonowego inspektora koni w Starogardzie. 7 kwietnia 1929 roku zdał dowództwo dywizjonu w Dubnie. 23 grudnia 1929 roku otrzymał przeniesienie do 8 pułku artylerii polowej w Płocku (od 31 grudnia 1931 roku – 8 pułk artylerii lekkiej) na stanowisko dowódcy pułku. 28 stycznia 1930 roku objął obowiązki dowódcy pułku. 21 grudnia 1932 roku awansował na pułkownika ze starszeństwem z dniem 1 stycznia 1933 roku i 1. lokatą w korpusie oficerów artylerii.
W 1938 roku został dowódcą artylerii dywizyjnej 19 Dywizji Piechoty w Wilnie. Na tym stanowisku walczył w kampanii wrześniowej 1939 roku, a następnie jako dowódca XIX Brygady Piechoty. W czasie okupacji niemieckiej został aresztowany i osadzony w więzieniu Montelupich w Krakowie, a w 1940 roku rozstrzelany w Krzeszowicach.

## Ordery i odznaczenia
- Krzyż Oficerski Orderu Odrodzenia Polski (11 listopada 1937)[12]
- Złoty Krzyż Zasługi (24 maja 1929)[13]
- Medal Niepodległości (9 listopada 1932)[14]
- Order św. Stanisława z Mieczami kl. 2 (Imperium Rosyjskie)
- Order św. Anny z Mieczami kl. 2 (Imperium Rosyjskie)
- Order św. Stanisława z Mieczami kl. 3 (Imperium Rosyjskie)
- Order św. Anny z Mieczami kl. 3 (Imperium Rosyjskie)
- Order św. Anny z Mieczami kl. 4 (Imperium Rosyjskie)
- Order św. Włodzimierza z Mieczami (Imperium Rosyjskie)[15]